# Tv·2
 For alternative betydninger, se TV2. (Se også artikler, som begynder med TV2)
TV-2 (stiliseret tv·2) er et aarhusiansk poprock- og new wave-band, der siden 1983 har været et populært band i Danmark. Det er et af de ældste aktive bands i Danmark. Under det selvironiske slogan Danmarks Kedeligste Orkester har bandet med forsanger Steffen Brandt i front været flittige gæster på landets store koncertscener, bl.a. Grøn Koncert og musikfestivaler, ligesom mange af bandets albums har solgt et sekscifret antal eksemplarer. I alt har bandet inden udgivelsen af albummet Det gode Liv i februar 2015 solgt tæt på 2,1 millioner album i Danmark. Med afsæt i 80'ernes minimalistiske nyrock har tv·2 i de seneste mere end 30 år udviklet sig til et af de mest folkekære danske bands uden at miste skarpheden.
Ikke mindst takket være de underfundige tekster med vid, bid og en lun, ironisk undertone har bandet opnået en stor og stabil berømmelse. Fra begyndelsen har bandet i deres sange kombineret kommentarer til samfundet med kærlighedssange, beskrivelser af hverdagsscener og tanker om menneskelivet. Forsanger Steffen Brandt beskrives ofte som en begavet sangskrivermed talent for at udnytte et godt hverdagssprog udtryksfuldt, ofte med ironi og samfundssatire.
I koncertmæssig sammenhæng støttes guitaristerne Hans Erik Lerchenfeld og Georg Olesen (basguitar) af sikker opbakning fra trommeslager Sven Gaul, der dirigerer 'slagets gang' ved koncerter, hvor de som band sikrer forsanger Steffen Brandts kendte sange det bedste afsæt fra scenen. De fire faste medlemmer af bandet suppleres for det meste af blæsertrioen The Aarhus Horns, en ekstra på keyboards samt ofte en korsanger, således op til 9 personer udgør koncertorkestret tv·2.
Navnet tv·2 blev ifølge trommeslager Sven Gaul til, fordi bandmedlemmerne mente, der kunne være god PR i at komme først med et dansk TV 2. Han har samtidig afvist, at navnet skulle stå for "Taurus Version 2" – en myte, der har floreret blandt fans. Taurus var navnet på samme bandmedlemmers tidligere engelsksprogede symfonirockband, der var aktivt fra 1973 til 1980. I vinteren 80/81 skiftede bandet navn til tv·2. Steffen Brandt har med lun humor udtalt, at bandet modsatte sig statens overtagelse af navnet TV-2 i 1988 til TV-stationen TV 2 Danmark, men at det måtte komme an på, hvem der var bedst og holdt længst, hvis det ikke kunne være anderledes.

## Historie

### Debut (1981-1983)
tv·2 debuterede med albummet Fantastiske Toyota i maj måned 1981, der blev indspillet for lånte penge uden bandet havde en pladekontrakt. Indspilningen var noget kaotisk; Steffen Brandt var samtidig keyboardspiller i Kliché, og trommeslager Sven Gaul var i USA og måtte erstattes af Eigil Madsen. Efter albummets udgivelse fik bandet imidlertid kontrakt med et pladeselskab. Det blev CBS' danske afdeling, der var ledet af Stig Kreutzfeldt.
Albummet var inspireret af New Wavens distancerede tekstunivers, hvor følelser ikke blev fremhævet, bl.a. i nummeret "Kolde hjerner". Musikalsk var musikken monoton og mekanisk i sit udtryk. Tempoet var meget hurtigt. Det distancerede tekstunivers understøttedes af instrumenteringens kolde klangbillede. Den første koncert foregik på Roskilde Festival samme år. Bandets hvide kedeldragter belyst af blåt neonlys var konceptkunst, der ikke begejstrede anmelderne. Fra det første album kender de fleste blot titelsangen "Fantastiske Toyota".
De følgende år gik med at raffinere det musikalske udtryk. Opfølgeren Verden er vidunderlig fra 1982 fulgte op på debutens stil, både tekstmæssigt og med brugen af synthesizer og trommemaskiner. Fra dette album kom bl.a. sangen "Vi skaber en verden perfekt", som tv·2 af og til fortsat spiller til koncerterne i dag.
Den skepsis bandet i begyndelsen blev mødt med, forstummede med udgivelsen af det tredje album Beat  i 1983, hvorfra gennembrudshittet "Popmusikerens Vise" kom. Et par år senere blev sangen "Bag Duggede Ruder" fra albummet Beat et stort hit for bandet. Sidstnævnte blev i 2002 af lytterne på P3 kåret til "Verdens Bedste Danske Sang" og i 2011 i en afstemning på DR2 til "alle tiders største landeplage".

### Aarhusiansk 80'er band (1984-1990)
Mange af de ældre sange skrevet fra 1983 til 1990 høres i dag ofte i landets radiokanaler.

#### Nutidens Unge(1984)
Succesen med gennembrudsalbummet Beat blev fulgt op med albummet Nutidens unge i 1984, hvorfra sange som "Vil du danse med mig", "Ræven og rønnebærrene", "Lanternen", "Natradio" og "Be bap a lu la" blev store hits for gruppen. Producer på albummet var Michael Bruun. Aarhus Musikkonter annoncerede 26 koncerter i efteråret 1984.

#### Rigtige Mænd(1985)
Dernæst kom albummet Rigtige mænd gider ikke høre mere vrøvl fra 1985, hvorfra særligt sangene "Hele Verden Fra Forstanden", "Eventyr for begyndere", "På Skanderborg Station" og titelsangen "Rigtige Mænd" blev meget store hits. Sangene på albummet Rigtige Mænd" fangede, spiddede og rakte ud over tidsånden. Albummet solgte over 250.000 eksemplarer og blev bandets mest solgte til dato. tv·2 blev kåret til "Årets navn" og albummet til "Årets lp", der også vandt en pris for "Årets omslag". Brandt blev af musikmagasinet MM kåret som "Årets sanger" og "Årets sangskriver". To grammy'er blev det også til, "Årets sanger" og "Årets lp".
Sangene på Rigtige Mænd fik debatbølgerne til at gå højt. Ikke alle havde samme sans for ironi som Brandt. Sangene blev taget til indtægt for lige, hvad der passede den enkelte mand eller kvinde. Vendinger fra tv·2 sange begyndte samtidig at optræde i dagligsproget og avisoverskrifter.
Aarhus Musikkontor annoncerede 33 koncerter i efteråret 1985. tv·2 blev topnavnet på Grøn Koncert i 1986. Siden har bandet optrådt i alt 10 gange ved Grøn Koncert - senest i 2024.

#### De sene firsere
Musikalsk var bandet blevet mere bredt favnende i anden halvdel af 80'erne, og Brandts tekster indeholdt nu en mere generel kommentar til samfundet samtidig med, der blev skruet lidt ned for ironien. Albummet En dejlig torsdag fra 1987 med sange som "Tidens Kvinder" og "Fri Som Fuglen" blev solgt i 120.000 eksemplarer. På albumturneen i foråret 1987 blev der annonceret 36 koncerter med start i Kolding og i mindre byer som Rødding, Skjern og Otterup m.fl.
Som en konsekvens af den position bandet havde opnået på koncertscenen, fulgte de studiealbummet En dejlig torsdag op med et live-album, Fri Som Fuglen. Et dobbeltalbum med optagelser fra turneen i 1987.
Herefter fulgte i 1988 albummet Nærmest lykkelig, der foruden titelmelodien "Nærmest lykkelig" indeholdt sange som "Kys Det Nu (det satans liv)", "Alt Hvad Hun Ville Var At Danse" og "Det Mørke Jylland". 180.000 danskere købte albummet. Albummet kom i 2006 med i Kulturkanonen.
I 1990 udgav tv·2 albummet Vi blir alligevel aldrig voksne, med bl.a. sangene "Rejsen til Rio" og "Baby Blue". Albummet blev solgt i 128.000 eksemplarer. I efteråret 1990 annoncerede Århus Musikkontor 32 koncerter til at foregå i september og oktober samt et par dage ind i november.

### Comeback i 90'erne

#### Slaraffenland(1991)
Det eksperimenterede album Slaraffenland, der blev udsendt i 1991, blev det foreløbigt nærmeste tv·2 er kommet på en kommerciel fiasko. Blot 57.000 købte albummet, hvilket var få set i forhold til salgstallene for de foregående tv·2 albums. Pladen introducerede gruppens turné-hornsektion, The Århus Horns, med Niels Hoppe, saxofoner, Knud Erik Nørgaard, trompet, og Anders Christensen, basun, som var med indtil 2010.
I de første år af 90'erne led mange danske bands under den store påvirkning af udenlandske kunstnere, som også begyndte at komme til Danmark ofte og spille koncerter. Dansk pop/rock havde ikke samme popularitet blandt datidens unge, som gennem 80'erne. tv·2 blev i 1992 overtalt til at udsende en opsamlingsplade. Bandet insisterede på at få undertitlen "De unge år" med på Greatest - De unge år.

#### Verdens Lykkeligste Mand(1994)
Med albummet Verdens lykkeligste mand fra 1994, der blev solgt i 100.000 eksemplarer, var bandet dog tilbage på toppen af hitlisterne. Fra albummet huskes især sangene "Det er Samfundets Skyld" og "Kærligheden overvinder alt". I 1994 modtog tv-2 Dansk Musiker Forbunds Hæderspris. Resten af årtiet manifesterede tv·2 sin status - ikke mindst som koncertattraktion og fremstod som cafékulturens intelligente svar på Shu-bi-dua.

#### Kys Bruden(1996)
I 1996 udkom albummet Kys bruden, der solgte 138.000 eksemplarer, hvorfra især sangen "Kom lad os brokke os" blev et radiohit sammen med titelsangen "Kys Bruden" og "Line Jørgensen, Voldum". Herefter fulgte i 1998 af albummet Yndlingsbabe, hvorfra sange som "Der går min klasselærer", og "Yndlingsbabe" blev hits. I 1998 spillede bandet 53 koncerter.

#### De sene halvfemsere
Sidst i 90'erne etablerede tv·2 deres eget pladeselskab Have A Cigar Records, hvor man siden foruden egen musik har stået bag nye danske navne som Under Byen, Tobias Trier og Mathias Grip. I 1999 modtog tv·2 ved Dansk Grammy 1999 "Grøn Pris", som tildeles ved afstemning blandt publikum. Prisen gives til en kunstner/et band, der har gjort det særligt godt i det forgangne år.
I et interview med musikmagasinet Gaffa i 1998 svarede Steffen Brandt på spørgsmålet ”Hvordan laver tv·2 gang på gang de iørefaldende melodier? Det er mig, der kommer med de grundlæggende udkast. Numrenes karakter ligger i selve grundideen, men de bliver først til en rigtig tv·2 sang, når guitarist Hans Erik Lerchenfeld kommer med bud på nye akkorder. Han tager sangene med hjem og bearbejder akkorderne.” Og Steffen Brandt forklarer i samme interview, " ... at der ikke er nogen i tv-2, der bestemmer, hvordan sangene skal lyde. Og der er ikke noget, der ikke kan diskuteres. Diskussionerne går på indholdet; hvad vil vi med de her sange? Det foregår altid – og det er måske grunden til, at vi har holdt sammen.”

### Nye toner i 00'erne
Albummet Amerika fra 2001 opnåede knap så stor salgsmæssig succes som de nærmest foregående. Fra albummet huskes især sangene "Hallo hallo" og "Fald min engel". Dette år spillede gruppen 50 koncerter.

#### På Kanten Af Småt Brændbart(2002)
Det følgende album På kanten af småt brændbart fra 2002, der blandt andet indeholdt sangene "Big time og honning" og "Jordens heldigste mand", kunne heller ikke helt matche tidligere tiders popularitet. Mange musikanmeldere skrev ved udgivelsen, at albummet På kanten af småt brændbart var blandt bandets hidtil bedste. Albummet blev tildelt "Årets danske popudgivelse" ved Danish Music Awards 2003. tv·2 spillede 48 koncerter i 2003.
Den 29. april 2004 sendte DR2 en temaaften med titlen Den vise popmusiker. I beskrivelsen af udsendelsen lød det bl.a. "I aftenens første program tegner Jens Blauenfeldt et varmt og personligt portræt af Steffen Brandt og orkestret tv-2".

#### De Første Kærester På Månen(2005)
Efter endnu et opsamlingsalbum i 2004 med titlen Hits, udsendtes i november 2005 det 15. studiealbum, De første kærester på månen, hvis titelhit hurtigt blev en regulær landeplage. Fire af sangene på albummet, heriblandt titelnummeret og "Hvem vil danse denne nat", blev som noget nyt produceret af Thomas Troelsen, mens resten blev produceret af Halfdan E og Nikolaj Steen, der tidligere har arbejdet med gruppen.
Titelnummeret "De første kærester på månen" blev ved Danish Music Awards 2006 kåret til årets danske hit, albummet fik prisen som "Årets pop udgivelse" og forsanger Steffen Brandt prisen som "Årets danske sangskriver". I 2006 modtog tv·2 ved Danish Music Awards IFPI's Ærespris.
IFPI's ærespris tildeles en kunstner eller en gruppe, som har udvist noget særligt over hele sin karriere. I juryens begrundelse for tildeling af prisen lød det, at "Til at begynde med lignede de et mediestunt, en gimmick, en god vittighed. Men de seneste 20 år har de markeret sig som et orkester, der tager strøm på Danmark og danskerne, men gør det underfundigt, mildt, og alligevel ædende sarkastisk". Juryen tilføjede, "at man ønskede at præmiere 'udholdenhed, originalitet, sproglig vitalitet og selvironi i en branche, hvor selvhøjtideligheden ellers har gode kår".
Albummet nåede på to måneder at blive det mest solgte i Danmark i 2005. Sidenhen løb salgstallet op på 161.000 eksemplarer. Turneen i forlængelse af albumudgivelsen i 2006 måtte forlænges to gange, og gruppen spillede i alt 53 koncerter i 2006. Jyllands-Posten skrev: "Den efterfølgende turné blev et triumftog, og fremtiden synes igen at stå klar med åbne arme til at tage imod et af Danmarks alle tiders mest suverænt overlevelsesdygtige og væsentlige poporkestre".
I en artikel i Fyns sagde Steffen Brandt om albummet, "når vi indspiller, er det i høj grad et samarbejde. Vi har nogle sange, et band og en bunke producere, der i fællesskab finder ud af, hvilken retning vi skal i."  Og fortsatte: "På det seneste album havde producerne en klar idé om, at vi skulle prøve at forenkle og forstærke vores udtryk".

#### For Dig Ku' Jeg Gøre Alting(2007)
I november 2007 udkom albummet For dig ku' jeg gøre alting. I anledningen af albummet spillede tv-2 koncert d. 19. november på Rådhuspladsen i København, hvor 30.000 mennesker mødte frem til en (et år forsinket) 25-års jubilæumskoncert arrangeret sammen med DR Aftenshowet og DR P4. Udover titelmelodien "For dig ku' jeg gøre alting" hittede sange som "Randers Station" og "S.O.M.M.E.R". Både Halfdan E og Thomas Troelsen var producere på dette album. Albummet solgte 80.000 eksemplarer og blev fulgt af 34 koncerter i foråret og sommeren 2008.
i 2008 spillede bandet 24 koncerter. I 2009 14 sommerkoncerter - heraf 8 ved Grøn Koncert. I 2010 blev det til 18 sommerkoncerter i maj, juni og august.

### Mere end 30 år med tv·2
tv·2 har spillet flest gange til Grøn Koncert blandt danske kunstnere. I alt 9 gange frem til og med 2011 og har spillet 4. flest koncerter på Roskilde Festival kun overgået af Gnags, D-A-D og C.V. Jørgensen.

#### Showtime(2011)
I februar 2011, 30-år efter debuten, udsendte tv·2 albummet Showtime, som Steffen Brandt selv kaldte et tiltrængt reality-tjek af os alle sammen og af kærligheden. På albummet reflekteres der over livet, døden og kærligheden i et hektisk og individualiseret samfund, og bandet benytter sig af et moderne, mere elektronisk udtryk, som samtidig giver associationer til nogle af de tidlige albummer.[kilde mangler] Brandt sagde om det nye album: "Vi kigger lige på hvad det er for nogle vilkår vi byder hinanden i jagten på den ultimative frihed, selvudfoldelsen og den evige frygt for at gå glip af noget. Altid med jeg'et ubeskedent i centrum: Se mig, hør mig, bekræft mig. Ellers ER jeg ikke."
Allerede i den første uge efter udgivelsen strøg albummet direkte ind på førstepladsen på Danmarks officielle albumhitliste. Albummet har opnået platinstatus. Især hittede sangen "Fuck den kærlighed" sammen med titelsangen "Showtime". Producerne på albummet var Thomas Troelsen, Frederik Thaae og Kristian Vad.
Aarhus Stiftstidende skrev om albummet Showtime: "TV-2 spiller bundsolid pop (og kun pop) med finurlige formuleringer, der giver lidt at tænke over. Det har de gjort i 30 år. Datidens unge, rigtige mænd og tidens kvinder stimler stadig sammen i haller, koncertsale og på festivalpladser for at høre Brandt tage temperaturen på det samfund, han giver skylden for mangt og meget. Bandet favner bredt, og det vil »Showtime« også gøre. Den er skabt til succes."
I 2011 spillede bandet 31 koncerter.

#### Jubilæumsturne ogDet Gode Liv(2012-2015)
I 2012 til 2013 tog bandet på en (cirka) 30-års 'jubilæumsturne' rundt i landet, hvor de spillede under titlen 100 sange på 180 dage. Turnéen begyndte med en gratis koncert d. 26. oktober 2012 på Bispetorv i Århus og sluttede i Tivoli i København d. 17. maj 2013 på en overfyldt plæne efter i alt 16 koncerter. Til koncerterne fremførte tv·2 ved hver af koncerterne udvalgte, nogle gange sjældne numre fra tre albums i den rækkefølge de oprindeligt blev indspillet og ikke en blanding af numre på tværs af tiden, som sommerkoncerterne normalt består af. Musikmagasinet Gaffa skrev om koncertturneen: "Man kan ikke andet end at imponeres over ideen. Et dansk band spiller 100 sange fra hele bagkataloget."
Herefter drog bandet videre rundt i landet og spillede 17 koncerter af den mere traditionelle slags i løbet af sommeren 2013.
I 2014 spillede tv·2 færre koncerter på grund af arbejdet med et nyt album. 18 koncerter blev det til forskellige steder som Varde, Gudhjem samt i Nuuk i Grønland.
I februar 2015 udkom albummet Det gode liv, som er det 18. studiealbum fra tv·2, hvorefter bandet traditionen tro drog på koncertturne med det nye album rundt på landets spillesteder. Steffen Brandt udtalte i pressemeddelelsen til albummet, at "Når jeg sidder her og ser hvilke sange, der er sluppet igennem nåleøjet kan jeg konstatere, at de alle forsøger at afdække vilkåret, det moderne menneskes heroiske forsøg på ikke bare at overleve, men undervejs med en beundringsværdig stædighed osse at definere det gode liv. I praksis. I drømmen. I forestillingen. I håbet". Albummet indeholdt sange som "Frys" og "Dig og så mig (og alt det derude)".
32 tv·2 koncerter blev spillet med 2015-programmet. En koncertturne i forlængelse af det nye album "Det Gode Liv" indledtes i Esbjerg den 27. marts og sluttede i Vejle den 25. april.
I 2016 spillede tv·2 afslutningskoncerten på Smukfest. Koncerten fik gode anmeldelser og blev filmet af DR. Herudover blev det to mindre koncerter på Bornholm og i Nuuk i Grønland.
7. august 2016 transmitterede DR1 livekoncert med tv-2 fra afslutningskoncerten på Smukfest 2016 i Skanderborg. tv-2 og Special Guests - live fra Smukfest.
I 2017 drog tv·2 på sommerturne med titlen "Greatest Summer 2017", hvor det blev til 27 koncerter på musikfestivaler i Danmark. Turneen begyndte i Odense den 25. maj og sluttede 3. november i musikhuset i Rønne på Bornholm efter næstsidste koncert på turen, som var på Plænen i Tivoli i København den 8. september.
2. juledag 2017 sendte DR K programmet "Danmarks Lykkeligste Band - en film om bandet og de sange, som af mange danskere betegner som lydsporet til deres liv".

#### Tæt Trafik I Herning (2018)
tv·2 drog i 2019 på tur rundt i landet, hvor en koncertturne begyndte i Aarhus Musikhus den 1. februar. Koncertrækken "Live 2019 - akustisk og elektrisk" var i forlængelse af albummet Tæt trafik i Herning, der udkom medio november 2018. Koncerten i Aarhus fik gode anmeldelser i musikmagasinet Gaffa og i mediet Aarhus Update. Ekstra Bladets anmelder Thomas Treo gav tre ud af seks stjerner i sin anmeldelse. I alt 28 koncerter blev spillet ved "Live 2019 - akustisk og elektrisk" med sidste stop på turen i Aarhus Musikhus den 24. marts. Sidst på turneen gav Fredericia Avisen den 15. marts fem ud af seks stjerner.
Med titlen "Live 2019" tog tv·2 efterfølgende på sommerturne bestående af 15 koncerter på musikfestivaler m.m. i Danmark. Sidste stop på sommerturneen var torsdag d. 29 august i Byparken i Aarhus, hvor tv-2 gav koncert som en uofficiel åbning af Aarhus Festuge.
Den 31. januar 2020 annoncerede tv·2 en 40 års jubilæumsturne til at foregå i det sene efterår 2020. Med turnestart i K.B. Hallen, videre over Ceres Arena i Aarhus og dernæst Odense Idrætshal og videre til Aalborghallen. Koncerterne blev efterfølgende flyttet til efteråret 2021 pga. Corona-restriktioner.
I løbet af november og december 2020 spillede bandet 17 akustiske koncerter. De akustiske koncerter fik gode anmeldelser i bl.a. musikmagasinet Gaffa. I løbet af maj og juni 2021 spillede bandet 15 akustiske koncerter. Herefter fulgte 21 traditionelle sommerkoncerter i løbet af juli frem til september. I det sene efterår 2021 spillede bandet 5 indendørs koncerter.
I januar 2022 udgav bandet et nyt livealbum, The Holbæk Recordings 81, som er en liveoptagelse fra en koncert på spillestedet Elværket i Holbæk den 2. oktober 1981. Her lod lydmanden en kassettebåndoptager køre med, og 40 år senere dukkede optagelserne op i en gammel papkasse hos hans lillebror. Bandet syntes, det kunne være sjovt at prøve at restaurere båndet, og ved hjælp af moderne teknologi, små rettelser og overdubs lykkedes det at redde en halv times hæsblæsende tidsbillede fra begyndelsen af TV-2’s karriere som band.
I foråret og sommer 2022 drog tv·2 på turne på festivaler m.m., hvor de blandt andet gæstede Tivoli Friheden i Aarhus.
I 2024 var tv-2 en del af de optrædende artister ved Grøn Koncert. 38 år efter tv-2 første gang optrådte til Grøn Koncert i 1986. Det er 10. gang tv-2 er en del af Grøn Koncert.

#### Som om vi ikke har mere at sige(2025)
Den 22. oktober 2024 annoncerede gruppen, at de ville spille en koncert i Royal Arena 4. april 2025, hvilket vil blive den største koncert i forlængelse af udgivelse af nyt album i bandets historie. Inden da blev der afholdt to koncerter i Aarhus Kongrescenter i samme forbindelse. De tre koncerter blev udsolgt. 14. marts udkom bandets 20. studiealbum Som om vi ikke har mere at sige..., der fik fire ud af seks stjerner i musikmagasinet GAFFA og 5 ud af 6 ved Kristelig Dagblad. Berlingske gav 5 ud af 6 stjerner ved koncerten i Royal Arena. Politiken gav 5 ud af 6. 
For 2025 sommerkoncertsæsonen er der planlagt 25 koncerter rundt om i landet. Heriblandt i Tivoli Friheden i Århus.

## Anerkendelse
I 2006 registrerede Koda forsanger Steffen Brandt som den mest spillede danske komponist i dansk radio. I 2007 som den anden mest spillede danske komponist i dansk radio. I 2008 igen som den mest spillede. I 2009, 2010 og 2011 som den anden mest spillede. I 2012 og 2013 den fjerdemest spillede. I 2014 registrerede Gramex tv·2 som den syvende mest spillede musik i dansk radio. I 2015 registrerede Gramex tv·2 som den femte mest spillede musik i dansk radio i 2015.
I 2016 registrerede Gramex tv·2 som den niende mest spillede musik i dansk radio. Gramex skrev i den til statistikken tilhørende pressemeddelelse: "Den mest langtidsholdbare danske hovedartist i radioen er tv·2. Som det eneste navn på listen har Aarhus-bandet været med i top 10 alle de år, Gramex har talt op". I 2017 registrerede Gramex tv·2 som den fjerde mest spillede musik i dansk radio. I 2018 registrerede Gramex tv-2 som den niende mest spillede musik i dansk radio. I 2019 blev tv-2 den femtende mest spillede artist i dansk radio ifølge Gramex. 2023 registrerede Gramex tv-2 som den tiende mest spillede artist efter et par år uden for top ti.
I perioden 1994 til 2010 bidrog tv-2 med næst flest sange på DR Radios hitliste - Tjeklisten - blandt danske artister. Nogle af de ældste sange fra de tidlige 80'ere høres ofte til koncerterne i nye fortolkninger, hvor gæstesolister nyfortolker de klassiske sange.
I perioden 1988 til 1993 bidrog tv-2 med flest albums på den daværende DR Album top 20 liste.
I efteråret 2021 begyndte to fans at udsende podcasten Vi Taler Kun Om TV-2, hvor de afsnit for afsnit gennemgik alle bandets albums.
I december 2024 udkom bogen TV-2 – Historien – Pladerne – Sangene af Morten Rosenberg Panduro og Mikael Strøm Eriksen. Her gennemgår de to forfattere bandets karriere album for album frem til 2024. Bogen blev udgivet i samarbejde med Forlagsservice.

### Certificeringer
Udvalgte udmærkelser uddelt af IFPI:
- 17. oktober 2005: dobbelt platinplade for Hits[160]
- 30. januar 2006: tredobbelt platinplade for De Første Kærester På Månen[161]
- 27. november 2007: platinplade for For dig ku' jeg gøre alting[162]
- 15. februar 2011: platinplade for Showtime[163][164]
- 10. april 2015: guldplade for Det gode liv[165]

### Priser
Danish Music Awards
| År   | Modtager/nomineret arbejde        | Pris                       | Resultat  |
| ---- | --------------------------------- | -------------------------- | --------- |
| 1992 | Jo Dam Kærgaard for Slaraffenland | Årets Danske Cover         | Vundet    |
| 1995 | Verdens lykkeligste mand          | Årets danske album         | Nomineret |
| 1997 | Kys bruden                        | Årets danske album         | Nomineret |
| 1999 | Yndlingsbabe                      | Årets danske album         | Nomineret |
| 1999 | "Der Går Min Klasselærer"         | Årets Danske Hit           | Nomineret |
| 1999 | tv·2                              | Årets Danske Gruppe        | Nomineret |
| 1999 | Steffen Brandt                    | Årets Danske Sanger        | Nomineret |
| 1999 | Steffen Brandt                    | Årets Danske Sangskriver   | Nomineret |
| 1999 | tv·2                              | Grøn Pris                  | Vundet    |
| 2003 | På kanten af småt brændbart       | Årets danske album         | Nomineret |
| 2003 | På kanten af småt brændbart       | Årets Danske Pop Udgivelse | Vundet    |
| 2003 | Steffen Brandt                    | Årets Danske Sangskriver   | Vundet    |
| 2006 | De første kærester på månen       | Årets Danske Album         | Nomineret |
| 2006 | tv·2                              | Årets Danske Gruppe        | Nomineret |
| 2006 | Steffen Brandt                    | Årets Danske Sanger        | Nomineret |
| 2006 | De første kærester på månen       | Årets Danske Pop Udgivelse | Vundet    |
| 2006 | "De første kærester på månen"     | Årets Danske Hit           | Vundet    |
| 2006 | Steffen Brandt                    | Årets Danske Sangskriver   | Vundet    |
| 2006 | tv·2                              | IFPIs Ærespris             | Vundet    |

P3 Guld
| År   | Modtager/nomineret arbejde | Pris              | Resultat |
| ---- | -------------------------- | ----------------- | -------- |
| 2002 | Steffen Brandt             | Syng Dansk Prisen | Vundet   |

Øvrigt hæder
Albummet Rigtige mænd gav tv·2 prisen som "Årets navn" mens albummet blev prisen "Årets lp" og "Årets omslag". Brandt modtog prisen som "Årets sanger" og "Årets sangskriver" af musikmagasinet MM i 1985.
"Bag Duggede Ruder" blev i 2002 stemt ind som til "Verdens Bedste Danske Sang" af lytterne på P3 og i 2011 i en afstemning på DR2 til "alle tiders største landeplage".
"Bag Duggede Ruder" var genstand for et program i serien Landeplagen fra 2010 med Jacob Riising som vært, hvor nummerets historie og betydning blev gennemgået.

## Diskografi
- 1981 – Fantastiske Toyota
- 1982 – Verden er vidunderlig
- 1983 – Beat
- 1984 – Nutidens unge
- 1985 – Rigtige mænd gider ikke høre mere vrøvl
- 1987 – En dejlig torsdag
- 1988 – Nærmest lykkelig
- 1990 – Vi blir alligevel aldrig voksne
- 1991 – Slaraffenland
- 1994 – Verdens lykkeligste mand
- 1996 – Kys bruden
- 1998 – Yndlingsbabe
- 2001 – Amerika
- 2002 – På kanten af småt brændbart
- 2005 – De første kærester på månen
- 2007 – For dig ku' jeg gøre alting
- 2011 – Showtime
- 2015 – Det gode liv
- 2018 – Tæt trafik i Herning
- 2022 – The Holbæk Recordings 81
- 2025 – Som om vi ikke har mere at sige...

## tv-2 i dansk TV
2. juledag 2017 sendte DR K programmet "Danmarks Lykkeligste Band - en film om bandet og de sange, som af mange danskere betegner som lydsporet til deres liv".
7. august 2016 transmitterede DR1 livekoncert med tv-2 fra afslutningskoncerten på Smukfest 2016 i Skanderborg. tv-2 og Special Guests - live fra Smukfest.
29. april 2004 sendte DR2 en temaaften med titlen: Den vise popmusiker. I beskrivelsen af udsendelsen lød det bl.a. "I aftenens første program tegner Jens Blauenfeldt et varmt og personligt portræt af Steffen Brandt og orkestret tv-2".
En dokumentar "Kys det nu det satans liv" instrueret af Jesper Skåning blev vist ved CPH: DOX d. 24. marts 2025.